# Aphanomyces astaci
Aphanomyces astaci es una especie de oomiceto que es parásito o moho de agua que únicamente infecta a los cangrejos.
Es endémica de América del Norte donde se hospeda en las especies de cangrejo Pacifastacus leniusculus, Procambarus clarkii y Orconectes limosus. Se dispersa a través de sus esporas y sus huéspedes son los cangrejos rojos americanos y los cangrejos señal, resistentes a este hongo. La introducción de esta especie en aguas continentales europeas ha supuesto la casi extinción del cangrejo común de patas blancas, Austropotamobius pallipes, y del Astacus astacus, ambos autóctonos de Europa. Las tasas de mortalidad en los cangrejos europeos afectados por la peste es del 100%, y ha supuesto su extinción en amplias regiones del continente.